# Hjärnarp
Hjärnarp is een plaats in de gemeent Ängelholm in Skåne,  de zuidelijkste provincie van Zweden. De plaats heeft 871 inwoners (2005) en een oppervlakte van 122 hectare.

## Verkeer en vervoer
Bij de plaats lopen de E6/E20 en Länsväg 105.